# Wieke Kaptein
Wieke Kaptein, född den 29 augusti 2005 i Hengelo, är en nederländsk fotbollsspelare.

## Karriär
Wieke Kaptein inledde sin seniorkarriär i Twente år 2021. Hon värvades 2023 av Chelsea. Hon har även representerat det nederländska damlandslaget där hon debuterade år 2023.